# Ośrodek Narciarski Pilsko w Korbielowie
Ośrodek Narciarski Pilsko w Korbielowie – kompleks tras narciarskich położony w Korbielowie w gminie Jeleśnia w Beskidzie Żywieckim na północno-wschodnich zboczach Pilska (1557 m n.p.m.). Poza Tatrami jest to najwyżej położony ośrodek narciarski w Polsce.

## Wyciągi
W skład kompleksu na Pilsku wchodzą wyciągi:
| Nazwa                            | Rodzaj        | Producent | Szero- kość (osób) | Długość (m) | Czas wjazdu (min) | Prze- wyż- sze- nie (m) | Prze- pus- to- wość (osób/ godz.) | Stacja górna       | Stacja górna          | Stacja dolna           | Stacja dolna          | Uwagi                        |
| Nazwa                            | Rodzaj        | Producent | Szero- kość (osób) | Długość (m) | Czas wjazdu (min) | Prze- wyż- sze- nie (m) | Prze- pus- to- wość (osób/ godz.) | loka- lizacja      | wyso- kość (m n.p.m.) | loka- lizacja          | wyso- kość (m n.p.m.) | Uwagi                        |
| -------------------------------- | ------------- | --------- | ------------------ | ----------- | ----------------- | ----------------------- | --------------------------------- | ------------------ | --------------------- | ---------------------- | --------------------- | ---------------------------- |
| Kolej Linowa „Korbielów-Solisko” | krzeseł- kowy |           | 4                  | 670         |                   | 160                     |                                   | Solisko            | 874                   | Korbielów-Kamienna     | ok. 714               | oddana do użytku w 2013 roku |
| Kolej Linowa „Strugi-Szczawiny”  | krzeseł- kowy |           | 2                  | 1536        |                   | 267                     |                                   | Hala Szczawiny     | ok. 1067              | Polana Strugi          |                       | oddana do użytku w 2007 roku |
| Kolej Linowa „Jontek-Buczynka”   | krzesełkowy   |           | 4                  | 1500        |                   | 298                     |                                   | Buczynka-Szlakówna | 1098                  | Kompleks Pilsko-Jontek |                       | oddana do użytku w 2021      |
| V, VI Express                    | orczy- kowy   |           | 2                  | 913         | 12                | 234                     | 2x760                             | Hala Miziowa       | ok. 1290              | Hala Szczawiny         | ok. 1067              |                              |
| VII                              | orczy- kowy   |           | 2                  | 670         |                   | 198                     | 810                               | Pilsko             | 1500                  | Hala Miziowa           | ok. 1290              |                              |
| „Kopiec”                         | talerzy- kowy |           | 1                  | 430         |                   | 108                     |                                   | Kopiec             | ok. 1400              | Hala Miziowa           | ok. 1290              | dolna stacja koło GOPR       |

Łączna przepustowość wyciągów na Pilsku to ok. 7300 osób na godzinę.

## Trasy
| Na- zwa tra- sy | Trudność  | Start        | Start                 | Meta               | Meta                  | Dłu- gość (m) | Prze- wyż- sze- nie (m) | Na- chy- le- nie (%) | Oś- wie- tle- nie | Sztucz- ne naśnie- żanie | Homologacja FIS                  | Homologacja FIS       | Homologacja FIS                  |
| Na- zwa tra- sy | Trudność  | nazwa        | wyso- kość (m n.p.m.) | nazwa              | wyso- kość (m n.p.m.) | Dłu- gość (m) | Prze- wyż- sze- nie (m) | Na- chy- le- nie (%) | Oś- wie- tle- nie | Sztucz- ne naśnie- żanie | numer                            | ważna do              | uwagi                            |
| --------------- | --------- | ------------ | --------------------- | ------------------ | --------------------- | ------------- | ----------------------- | -------------------- | ----------------- | ------------------------ | -------------------------------- | --------------------- | -------------------------------- |
| 1               | czerwona  | Buczynka     | ok. 1098              | Korbielów Kamienna | ok. 708               | 2100          | 368                     | 18                   | częśc.            | tak                      |                                  |                       |                                  |
| 2               | niebieska | Solisko      | ok. 874               | Korbielów Kamienna | ok. 708               | 1100          | 160                     | 15                   | tak               | tak                      |                                  |                       |                                  |
| 3               | czerwona  | Solisko      | ok. 874               | Korbielów Kamienna | ok. 708               | 800           | 175                     | 16                   | tak               | tak                      |                                  |                       |                                  |
| 3a              | czerwona  | Solisko      | ok. 874               | Korbielów Kamienna | ok. 708               | 550           | 95                      | 17                   | tak               | tak                      |                                  |                       |                                  |
| 4               | zielona   | Buczynka     | ok. 1098              | Hala Szczawiny     | ok. 1067              | 1800          | 55                      | 3                    | nie               | nie                      |                                  |                       |                                  |
| 5               | czerwona  | Pilsko       | 1500                  | Korbielów Kamienna | ok. 708               | 4500          | 772                     | 17                   | nie               | nie                      | 8558/08/07 8559/08/07 8560/08/07 | 2012-08-06 2017-08-06 | SG (M i K) GS (M i K) SL (M i K) |
| 5a              | czerwona  | Pilsko       | 1500                  | Hala Miziowa       | ok. 1300              | 800           | 200                     | 25                   | nie               | nie                      |                                  |                       |                                  |
| 6               | niebieska | Kopiec       | ok. 1400              | Hala Szczawiny     | ok. 1067              | 3400          | 333                     | 10                   | nie               | nie                      |                                  |                       |                                  |
| 6a              | niebieska |              |                       |                    |                       | 650           | 82                      | 13                   | nie               | tak                      |                                  |                       | trasa dojazdowa do Hali Buczynki |
| 7               | czarna    | Hala Miziowa | ok. 1290              | Hala Szczawiny     | ok. 1067              | 1000          | 240                     | 24                   | nie               | nie                      |                                  |                       |                                  |
| 8               | czerwona  | Kopiec       | ok. 1400              | Hala Miziowa       | ok. 1290              | 500           | 120                     | 24                   | nie               | nie                      |                                  |                       |                                  |

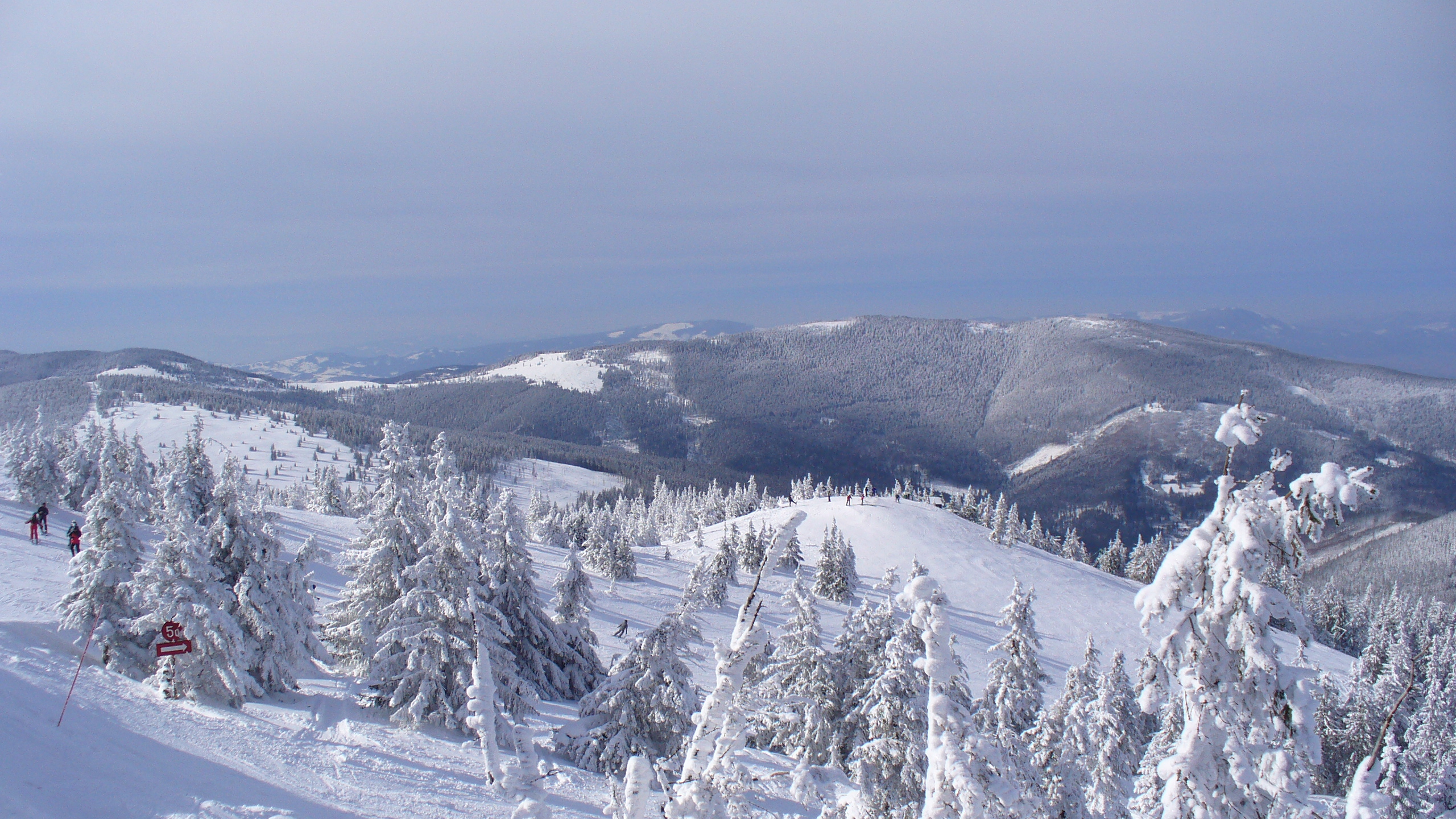
Widok spod górnej stacji wyciągu orczykowego pod szczytem Pilska, widoczny górny fragment tras 5 i 5a, luty 2008 roku

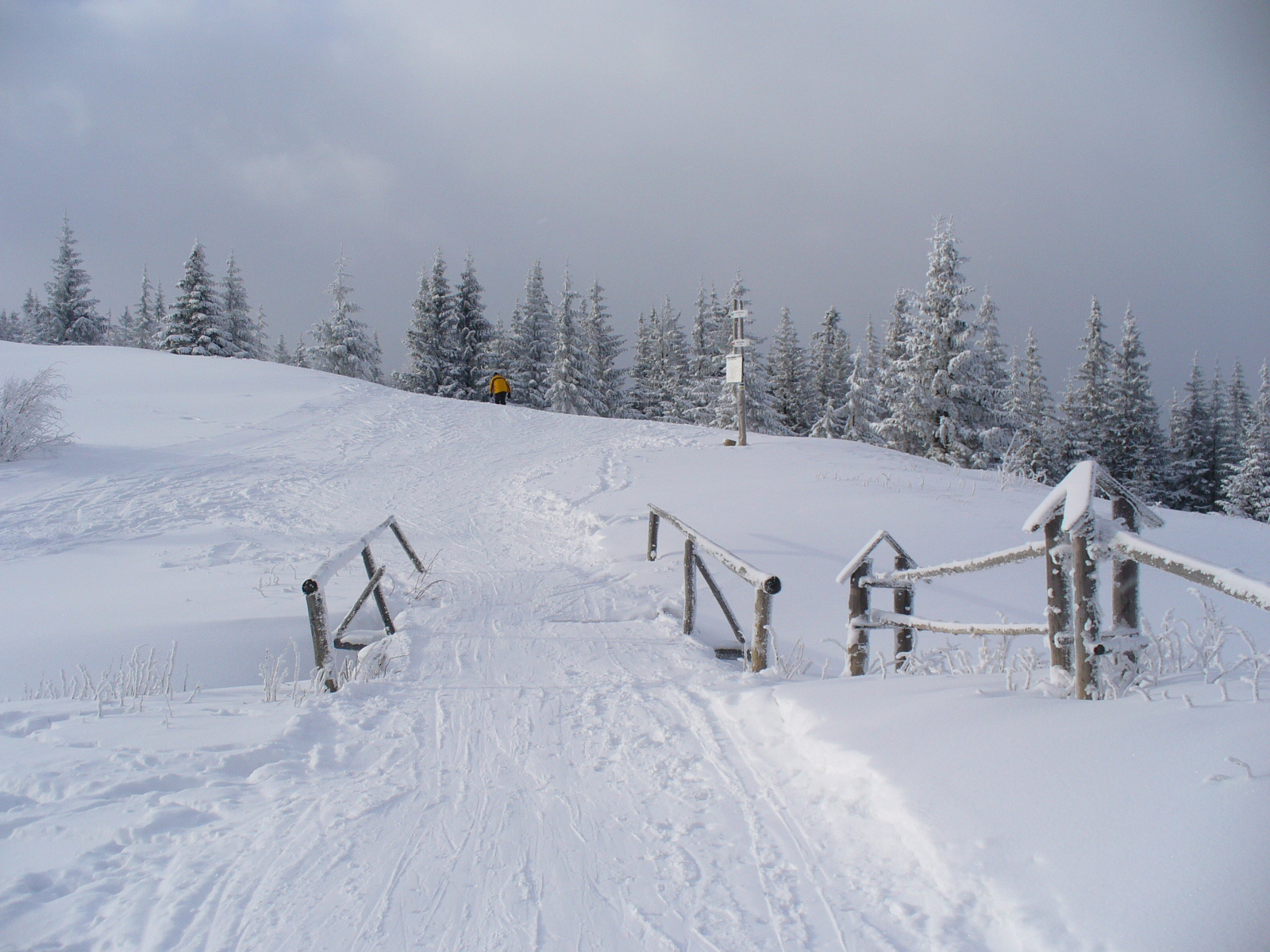
Fragment ośrodka, luty 2008 roku

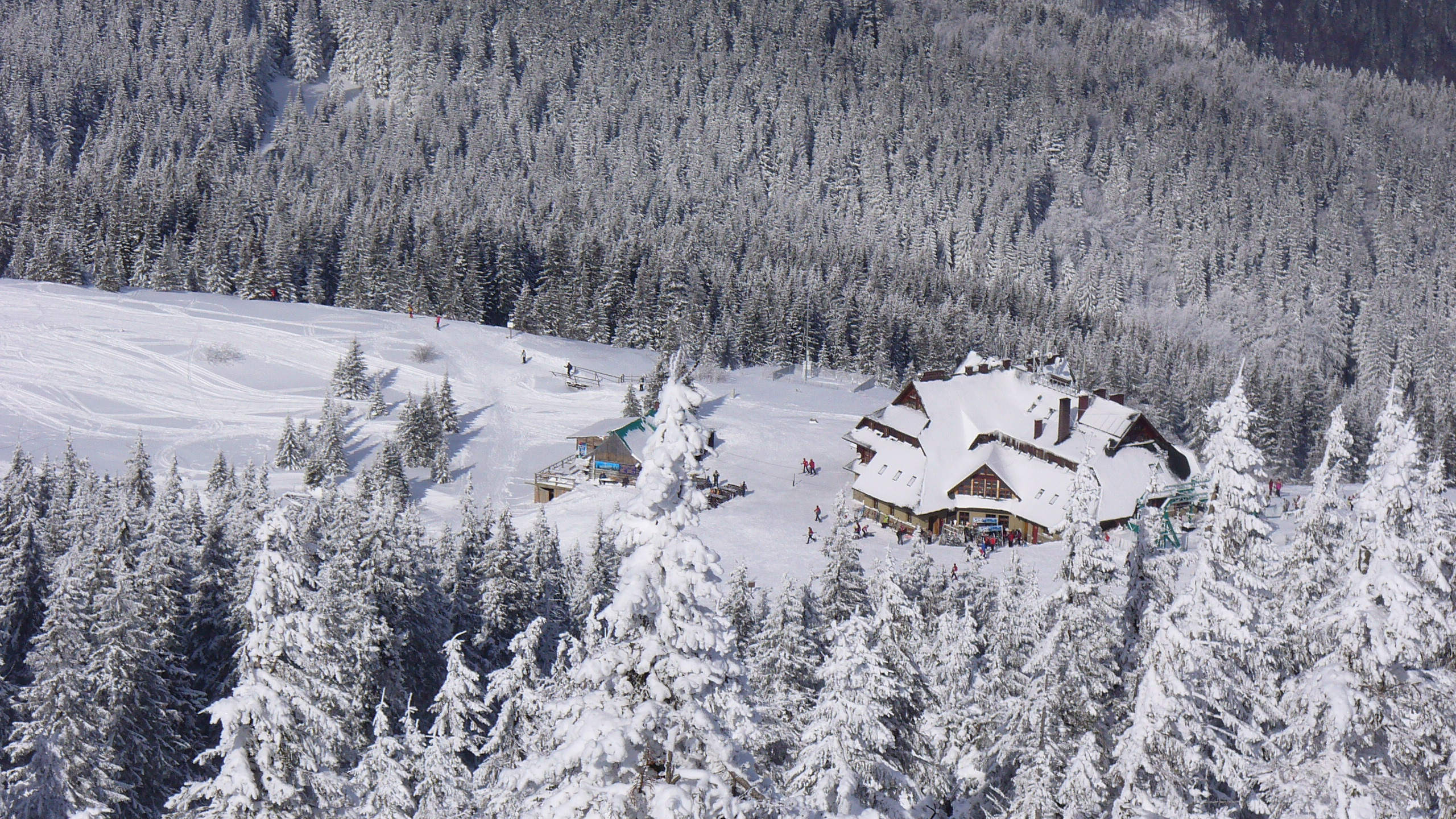
Hala Miziowa, widoczne schronisko PPT, luty 2008

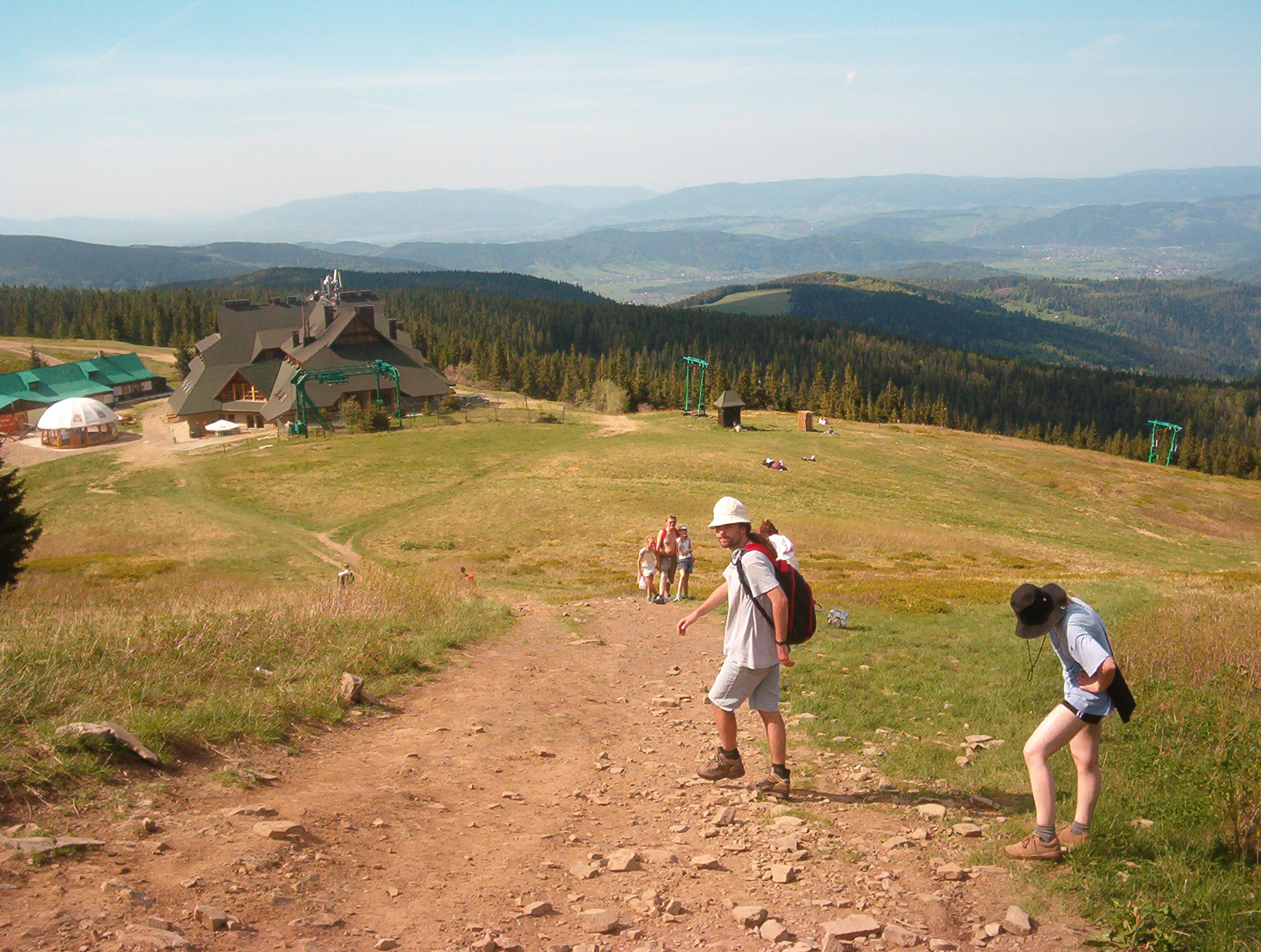
Hala Miziowa, po prawej widoczne instalacje wyciągów orczykowych V i VI, 2006 rok

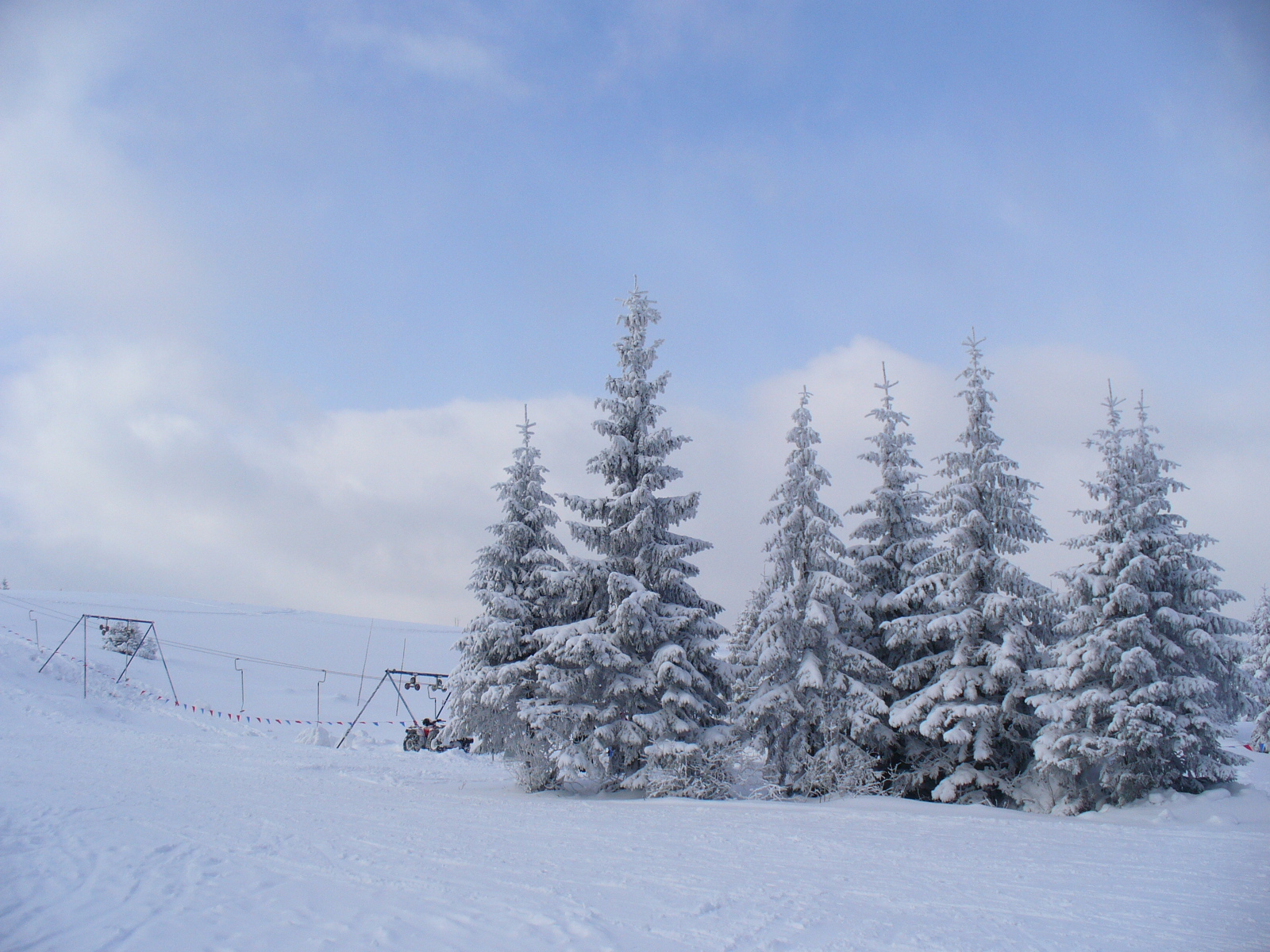
Jeden z wyciągów orczykowych Pilska, luty 2008 roku

Jedynie fragment trasy (5) jest homologowany przez FIS: dla slalomu giganta – między 1450 a 1150, dla slalomu – między 1310 a 1150 m n.p.m. Homologacja dla supergiganta na odcinku między wysokościami 1475 i 1050 m n.p.m. wygasła w 2012 roku. Wszystkie te odcinki są między szczytem Pilska a Halą Szczawiny.
Czarna trasa (7) jest jedną z kilkunastu czarnych tras zjazdowych w Polsce. Nie jest ratrakowana i rzadko czynna.  Ewenementem jest również wyciąg (IX), który na niewielkim odcinku idzie w dół, co wymaga od narciarza ciągniętego talerzykiem jazdy pługiem. Większość tras ośrodka nie jest oświetlona ani naśnieżana. Jedynie trasy poniżej Soliska są oświetlone, a naśnieżane są trasy 1, 2, 3 (trasy poniżej Buczynki) i 6.
Ośrodek nie jest członkiem Stowarzyszenia Polskie stacje narciarskie i turystyczne.

## Pozostała infrastruktura
Na zboczach Pilska znajduje się kilka obiektów, w tym:
- Schronisko PTTK na Hali Miziowej
- obiekt gastronomiczny na Hali Szczawiny
- na Hali Miziowej, Hali Szczawiny oraz na Solisku znajdują się placówki GOPR.

Na północ od wyciągu 1 znajduje się snowpark z: wall-ridem, dwiema skoczniami i 2 boksami, jest też kilka poręczy i corner.
W Korbielowie-Kamiennej dostępne są:
- parkingi
- WC
- wypożyczalnia sprzętu narciarskiego i serwis narciarski
- szkoła narciarska
- pawilony gastronomiczne
- hotel „Jontek”.

Po drugiej stronie parkingów znajduje się wyciąg orczykowy „Kuligówka”.

## Operator
Operatorem kompleksu jest CTE Sp. z o.o.

## Historia
Wyciągi orczykowe i trasy zjazdowe były budowane przez śląskie przedsiębiorstwa na przełomie lat 80. i 90., w tym celu wycięto 10,5 hektarów lasów oraz 0,25 hektara kosodrzewiny.
W 1994 roku wybudowana infrastruktura została wniesiona do nowo powstałej Gliwickiej Agencji Turystycznej (GAT).
W 2007 roku oddano do użytku – po długotrwałej budowie – wyciąg krzesełkowy z Polany Strugi. Był to ponaddwudziestoleni, używany wyciąg, który GAT zakupił przed 2001 rokiem za 550 tys. zł.
Poza zainstalowaniem oświetlenia i naśnieżania paru dolnych tras ośrodka, była to jedyna inwestycja operatora w ośrodku, który jest swego rodzaju „polskim skansenem narciarskim”.
W latach 2001–2010 w ośrodku tym oraz w Ośrodku Narciarskim Czyrna-Solisko w Szczyrku, również należącym do GAT, obowiązywał wspólny system karnetów. Po wydzierżawieniu ośrodka w Szczyrku w 2010 roku Szczyrkowskiemu Ośrodkowi Narciarskiemu zrezygnowano z tego systemu.
We wrześniu 2011 roku GAT wystawił Ośrodek Narciarski Pilsko (wyciągi, część gruntów pod trasami, znajdujące się tutaj instalacje sztucznego naśnieżania oraz dom wypoczynkowy Jontek, który przylega do ośrodka) na sprzedaż. Przy cenie wywoławczej 16,5 mln zł nie zgłosił się żaden chętny na zakup.
W tym kontekście GAT rozważał doinwestowanie ośrodka, przede wszystkim w postaci budowy systemu dośnieżania oraz budowy wyciągu krzesełkowego na Halę Miziową. Wreszcie, w 3. przetargu, w lipcu 2012 roku spółka holdingu Linter Group, CTE Spółka z o.o. kupiła Ośrodek. Za 10,7 mln zł stała się właścicielem wyciągów i obiektów wyciągowych, ośrodka wypoczynkowego „Jontek” oraz części gruntów. Poza modernizacją ośrodka, nowy właściciel planuje budowę aquaparku, spa & wellness, rozbudowę Jontka, powiększenie parkingów, a na stokach:
- oświetlenie tras energią słoneczną
- sześcioosobowy wyciąg krzesełkowy z Polany Strugi na Halę Miziową
- sześcioosobowy wyciąg krzesełkowy z Kamiennej ponad Halę Buczynka
- wyciąg krzesełkowy na Kopiec (zamiast obecnego orczyka).

Inwestor rozpoczął główne inwestycje w 2013 roku. Przed sezonem 2013/2014 oddano do użytku 4-osobowy wyciag krzesełkowy na Solisko.
Kolejną inwestycją była budowa kolei krzesełkowej na Buczynkę, która zastąpiła stare wyciągi orczykowe lll i lV. Kolejkę oddano do użytku 9 stycznia 2021, choć ukończona została już w 2014.
W 2021 spółka CTE sprzedała ośrodek. Nowymi właścicielami zostali Grupa Kapitałowa Zasada, będąca właścicielem ośrodka Ski & Sun Świeradów-Zdrój i lokalny przedsiębiorca Krzysztof Bąk, właściciel ośrodka Zwardoń Ski w Zwardoniu.

## Konflikt ekologiczny
Funkcjonowanie ośrodka jest kontrowersyjne z punktu widzenia ekologii. Przeciwko dewastacji przyrody na Pilsku, spowodowanej budową ośrodka, protestowało w latach 90. kilka organizacji pozarządowych między innymi Pracownia na rzecz Wszystkich Istot, Liga Ochrony Przyrody, Polski Klub Ekologiczny, kilka organizacji czeskich i słowackich, organizacje te założyły koalicję na rzecz Pilska. Efektem tych działań było uzyskanie wyroku Naczelnego Sądu Administracyjnego nakazującego rozebranie niektórych nielegalnie postawionych wyciągów do końca 2005 roku oraz wykonanie ekspertyzy naukowej, która zaleciła ograniczenia w użytkowaniu tras i wyciągów (zakaz jeżdżenia po kosodrzewinie i na terenie rezerwatu ścisłego po stronie słowackiej, użytkowanie tras zależne od grubości pokrywy śnieżnej).
W 2012 roku aktualny inwestor rozpoczął wstępne prace w zakresie modernizacji ośrodka. Przyrodnicy – zarzucając, że bez odpowiednich zezwoleń dokonano wycinki świerczyn w rezerwacie przyrody „Pilsko”, zniwelowano i poszerzono stok narciarski wzdłuż wyciągów V i VI, wykonano zbiorniki retencyjne do gromadzenia i poboru wody celem sztucznego zaśnieżana – skierowali zawiadomienia do prokuratury i RDOŚ, które obecnie prowadzą postępowania wyjaśniające. Grupa mieszkańców Korbielowa założyła Ruch Społeczny Obrońców Pilska podejmujący działania przeciwko ekoaktywistom, m.in. pikietujący siedzibę Pracownia na rzecz Wszystkich Istot.